# Peter Fox
Peter Fox (* 3 de septiembre de 1971 en Berlín; nombre real Pierre Baigorry; alias Enuff y Peter Fox) es vocalista de reggae y hip-hop y uno de los vocalistas del grupo alemán de hip-hop, dancehall y reggae Seeed.

## Vida
Peter Fox, hijo de madre vasco-francesa, nació en 1971. De pequeño aprendió a tocar la flauta dulce y el piano. También tocaba la trompa en la orquesta Schönower Posaunenchor (Berlín).
Le pusieron el mote "Foxie", debido a su pelo rojo, del cual derivó más tarde su nombre artístico.
Estudió en el instituto francés de Berlín, pero hizo el bachillerato en otro colegio. 
Dejó sus estudios de fabricante de pianos y comenzó otros de música. Más adelante, estudió pedagogía de enseñanza especial e inglés, con los que quería convertirse en profesor para discapacitados.

## Carrera como solista
Aparte de su trabajo en Seeed, Peter Fox trabajó desde su álbum de 2007 como solista. Lleva el título Stadtaffe (Mono de ciudad) y fue publicado el 26 de septiembre de 2008. Se grabó completamente en alemán y lo produjo él mismo junto a Monk y DJ Illvibe. Además participaron varios instrumentalistas y la Orquesta Alemana de Cine de Babelsberg (Deutsches Filmorchester Babelsberg), que aportaron melodías, riffs, y sonidos armónicos. Las grabaciones comenzaron en octubre de 2006 en Aviñón y Berlín.
El 1 de noviembre de 2007 , se publicó el track que Fox canta junto a K.I.Z., "Fieber" (fiebre), en su página de Myspace como prueba. El primer sencillo Alles neu (todo nuevo) se publicó el 15 de agosto de 2008.
El segundo sencillo Haus am See (casa del lago) salió a la luz el 17 de octubre del mismo año.
Fox también ha colaborado con otros artista, como por ejemplo en Marry Me de Miss Platnum y Rodeo de Sido.
En 2009 ganó la edición del Bundesvision Song Contest con su tercer sencillo del primer álbum, titulado Schwarz zu blau, representando al Bundesland de Berlín.

## Trivi
- Peter Fox vive con su familia en Berlin-Kreuzberg, lugar que le sirve de inspiración en muchos de sus trabajos (por ejemplo para Schwarz zu blau).
- A finales de 2001, Fox enfermó de parálisis facial, que no fue diagnosticada a tiempo y que tiene repercusiones hoy en día (una parálisis pequeña en el lado derecho de su cara).[3]
- Fox tocó de joven en Schönower Posaunenchor el cuerno.

## Discografía

### Álbumes
| Año  | Título                                   | Posiciones  | Posiciones   | Posiciones  | Observciones |
| Año  | Título                                   | Alemania    | Austria      | Suiza       | Observciones |
| ---- | ---------------------------------------- | ----------- | ------------ | ----------- | --- |
| 2008 | Stadtaffe                                | 1 (96 sem.) | 1 (111 sem.) | 4 (64 sem.) | Publicación: 26 de septiembre de 2008 Ventas en Alemania: + 700.000 (7 x Oro/3 x Platino) Ventas en Austria: + 20.000 (1 x Oro/1 x Platino) Ventas en Suiza: + 10.000 (1 x Oro) |
| 2009 | Peter Fox & Cold Steel - Live aus Berlin | 2 (26 sem.) | 1 (21 sem.)  | 48 (7 sem.) | Publicación: 27 de noviembre de 2009 Ventas en Alemania: 700.000 (4 x Platino)                                                                                                  |

### Sencillos
| Año  | Título                                  | Posiciones  | Posiciones   | Posiciones  | Anmerkung                                                                  |
| Año  | Título                                  | Alemania    | Austria      | Suiza       | Anmerkung                                                                  |
| ---- | --------------------------------------- | ----------- | ------------ | ----------- | -------------------------------------------------------------------------- |
| 2007 | Come Marry Me Chefa                     | 90 (1 sem.) | –            | –           | Publicación: 24 de agosto de 2007 Miss Platnum feat. Pete Fox              |
| 2008 | Alles Neu Stadtaffe                     | 4 (32 sem.) | 11 (38 sem.) | 49 (9 sem.) | Publicación: 15 de agosto de 2008 Ventas en Alemania: + 150.000 (1 x Oro)  |
| 2008 | Haus am See Stadtaffe                   | 8 (… sem.)  | 6 (… sem.)   | 16 (… sem.) | Publicación: 17 de octubre de 2008 Ventas en Alemania: + 150.000 (1 x Oro) |
| 2009 | Schwarz zu Blau Stadtaffe               | 3 (17 sem.) | 17 (14 sem.) | 36 (5 sem.) | Publicación: 6 de febrero de 2009                                          |
| 2009 | Sekundenschlaf Zum Glück in die Zukunft | 58 (6 sem.) | -            | -           | Publicación: 18 de marzo de 2011 Marteria feat. Peter Fox                  |

## Premios
- 1Live Krone
  - 2008 en la categoría Mejor Álbum (Stadtaffe)
  - 2009 en la categoría Mejor Directo
- Echo
  - 2009 en la categoría Hip-Hop/Urban
  - 2009 Kritikerpreis
  - 2009 en la categoría Produzent des Jahres
  - 2010 en la categoría Álbum del año
- Comet
  - 2009 en la categoría Mejor Video (Alles Neu)
  - 2009 Star der Stars
- European Border Breakers Award
  - 2010
- Otros
  - 2009: Ganador del Bundesvision Song Contest (Schwarz zu Blau)